# Orbiting Picosat Automatic Launcher
Orbiting Picosat Automatic Launcher (auch OPAL-OSCAR 38 und OO-38) ist ein US-amerikanischer Technologieerprobungs- und Amateurfunksatellit, der von Studierenden am Space Systems Development Laboratory an der Stanford University entwickelt wurde. Ziel war es, die Machbarkeit des Starts mehrerer Picosatelliten von einem Muttersatelliten zu testen.
Die Entwicklung begann im Jahr 1995 und wurde im Mai 1999 abgeschlossen.
Gestartet wurde OPAL am 27. Januar 2000 zusammen mit JAWSAT mit einer Minotaur-I-Rakete vom SLC 8 der Vandenberg AFB aus.